# Autólise
Na biologia, a autólise, mais comumente conhecida como autodigestão, refere-se à destruição de uma célula pela ação de suas próprias enzimas. Também pode se referir à digestão de uma enzima por outra molécula da mesma enzima.
O termo deriva do grego αὐτο- ("auto") e λύσις ("divisão").

## Mecanismos bioquímicos de destruição celular

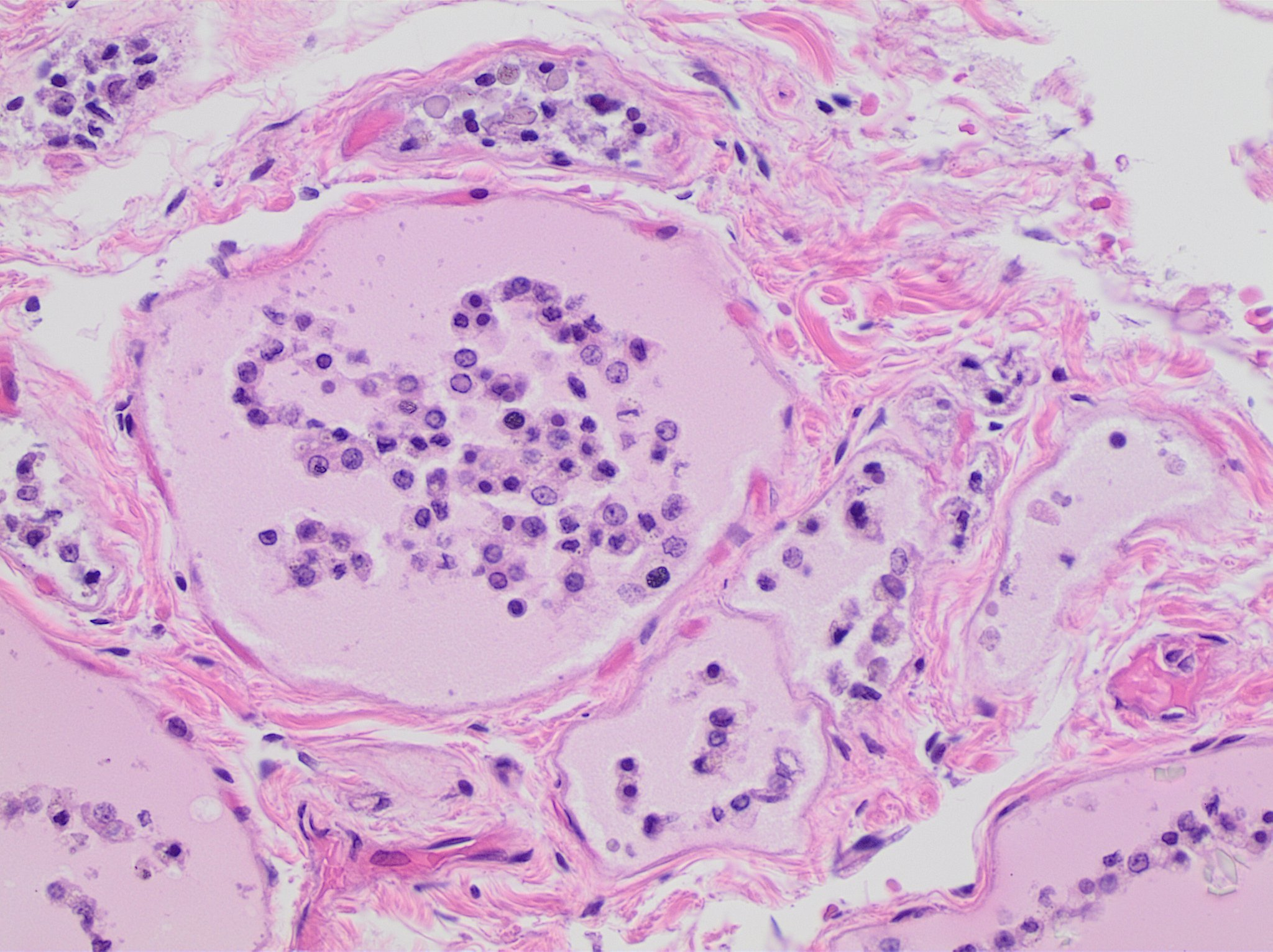
Histopatologia do parênquima tireoidiano com alterações autolíticas observadas na autópsia, com células foliculares da tireoide se desprendendo para os folículos

A autólise é incomum em organismos adultos vivos e geralmente ocorre em tecido necrótico, pois as enzimas atuam em componentes da célula que normalmente não serviriam como substratos. Essas enzimas são liberadas devido à cessação de processos ativos na célula que fornecem substratos em tecidos vivos e saudáveis; autólise em si não é um processo ativo. Em outras palavras, embora a autólise se assemelhe ao processo ativo de digestão de nutrientes por células vivas, as células mortas não estão se digerindo ativamente, como muitas vezes se afirma, e como sugere o sinônimo autodigestão. A falha na respiração e subsequente falha na fosforilação oxidativa é o gatilho do processo autolítico. A disponibilidade reduzida e subsequente ausência de moléculas de alta energia que são necessárias para manter a integridade da célula e manter a homeostase causa mudanças significativas no funcionamento bioquímico da célula.
O oxigênio molecular serve como aceptor de elétrons terminal na série de reações bioquímicas conhecidas como fosforilação oxidativa que são responsáveis pela síntese de trifosfato de adenosina, a principal fonte de energia para processos celulares termodinamicamente desfavoráveis. A falha na entrega de oxigênio molecular às células resulta em uma mudança metabólica para a glicólise anaeróbica, na qual a glicose é convertida em piruvato como um meio ineficiente de gerar trifosfato de adenosina. A glicólise tem um rendimento de ATP menor do que a fosforilação oxidativa e gera subprodutos ácidos que diminuem o pH da célula, o que permite muitos dos processos enzimáticos envolvidos na autólise.
A síntese limitada de trifosfato de adenosina prejudica muitos mecanismos de transporte celular que utilizam ATP para conduzir processos energeticamente desfavoráveis que transportam íons e moléculas através da membrana celular. Por exemplo, o potencial de membrana da célula é mantido pela bomba ATPase sódio-potássio. A falha da bomba resulta na perda do potencial de membrana à medida que os íons sódio se acumulam dentro da célula e os íons potássio são perdidos através dos canais iônicos. A perda do potencial de membrana estimula o movimento de íons de cálcio para dentro da célula, seguido pelo movimento de água para dentro da célula, conforme impulsionado pela pressão osmótica. A retenção de água, as alterações iônicas e a acidificação da célula danificam as estruturas intracelulares ligadas à membrana, incluindo o lisossomo e peroxissomo.
Os lisossomos são organelas ligadas à membrana que normalmente contêm um amplo espectro de enzimas capazes de desconstrução hidrolítica de polissacarídeos, proteínas, ácidos nucleicos, lipídios, ésteres de acil fosfóricos e sulfatos. Este processo requer compartimentalização e segregação de enzimas e substratos através de uma única membrana intracelular que previne a destruição injustificada de outros componentes intracelulares. Em condições normais, a maquinaria molecular da célula é ainda mais protegida da atividade enzimática lisossomal pela regulação do pH citosólico. A atividade das hidrolases lisossômicas é ideal em um pH moderadamente ácido de 5, que é significativamente mais ácido do que o pH médio mais básico de 7,2 no citosol circundante. No entanto, o acúmulo de produtos da glicólise diminui o pH da célula, reduzindo esse efeito protetor. Além disso, as membranas lisossômicas danificadas pela retenção de água na célula liberarão enzimas lisossômicas no citosol. Essas enzimas provavelmente são ativas devido ao pH citosólico diminuído e, portanto, são livres para utilizar componentes celulares como substratos.
Os peroxissomos normalmente são responsáveis pela quebra de lipídios, particularmente ácidos graxos de cadeia longa. Na ausência de uma cadeia de transporte de elétrons ativa e processos celulares associados, não há parceiro metabólico para os equivalentes redutores na quebra de lipídios. Em termos de autólise, os peroxissomos fornecem potencial catabólico para ácidos graxos e espécies reativas de oxigênio, que são liberados no citosol quando a membrana peroxissomal é danificada pela retenção de água e digestão por outras enzimas catabólicas.